# ホソバノツルリンドウ
ホソバノツルリンドウ（細葉の蔓竜胆、学名：Pterygocalyx volubilis Maxim.）は、リンドウ科ホソバノツルリンドウ属に分類される多年生のつる植物の1種。別名がホソバツルリンドウ。

## 特徴
つる性で他のものに巻き付きながら、長さ50-100 cmになる。茎は細長く、紫色を帯びない。葉は対生し、披針形で先が長くとがり、長さ2-5 cm、幅5-10 mm、裏面は紫色にならない。花は葉腋にふつう一つつき、下向きに開く。萼筒は長さ15-20 mmで4条の翼があり、裂片は広線形で長さ3-5 mm。花冠の先は4裂し、筒状で長さ30-35 mm、白色で淡紫色を帯び、裂片は長楕円形で長さ約10 mm、副弁はない。開花時期は9-10月。蒴果は狭長楕円形で長さ約10 mm。種子は多数、ごく小さく、縁に膜質の翼がある。

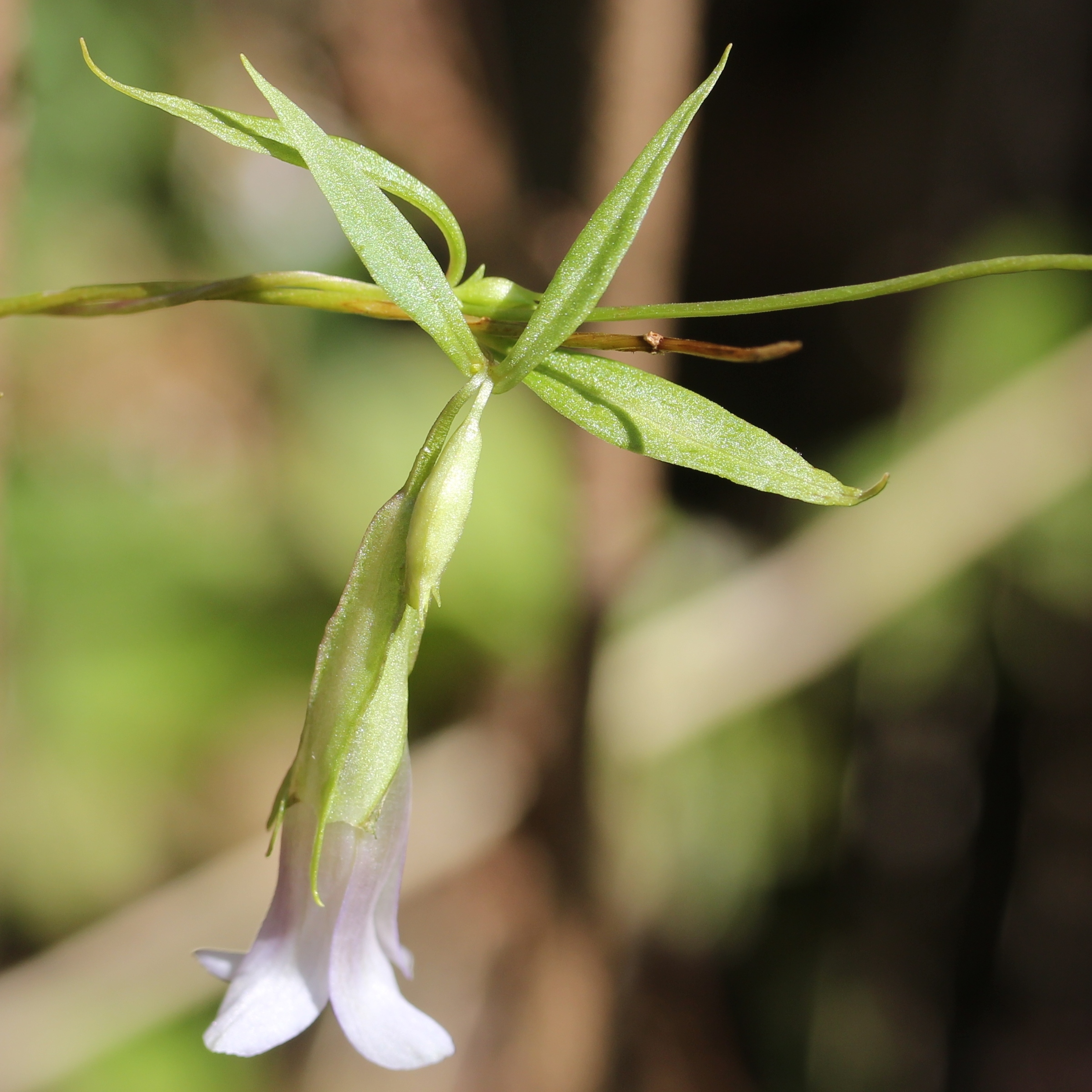
茎は細長く紫色を帯びず、葉は対生し、披針形で先が長くとがる
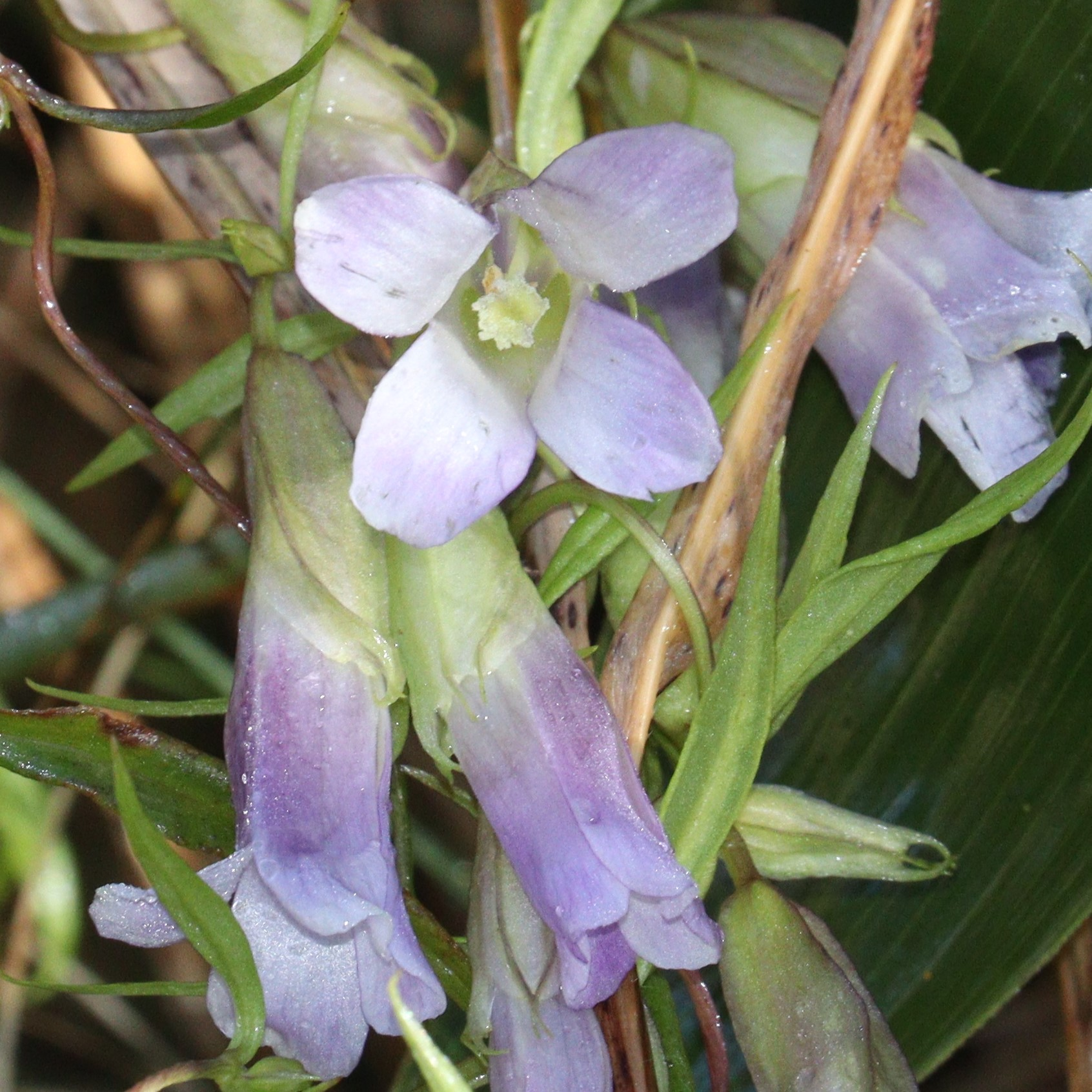
花冠は4裂し、副片がない
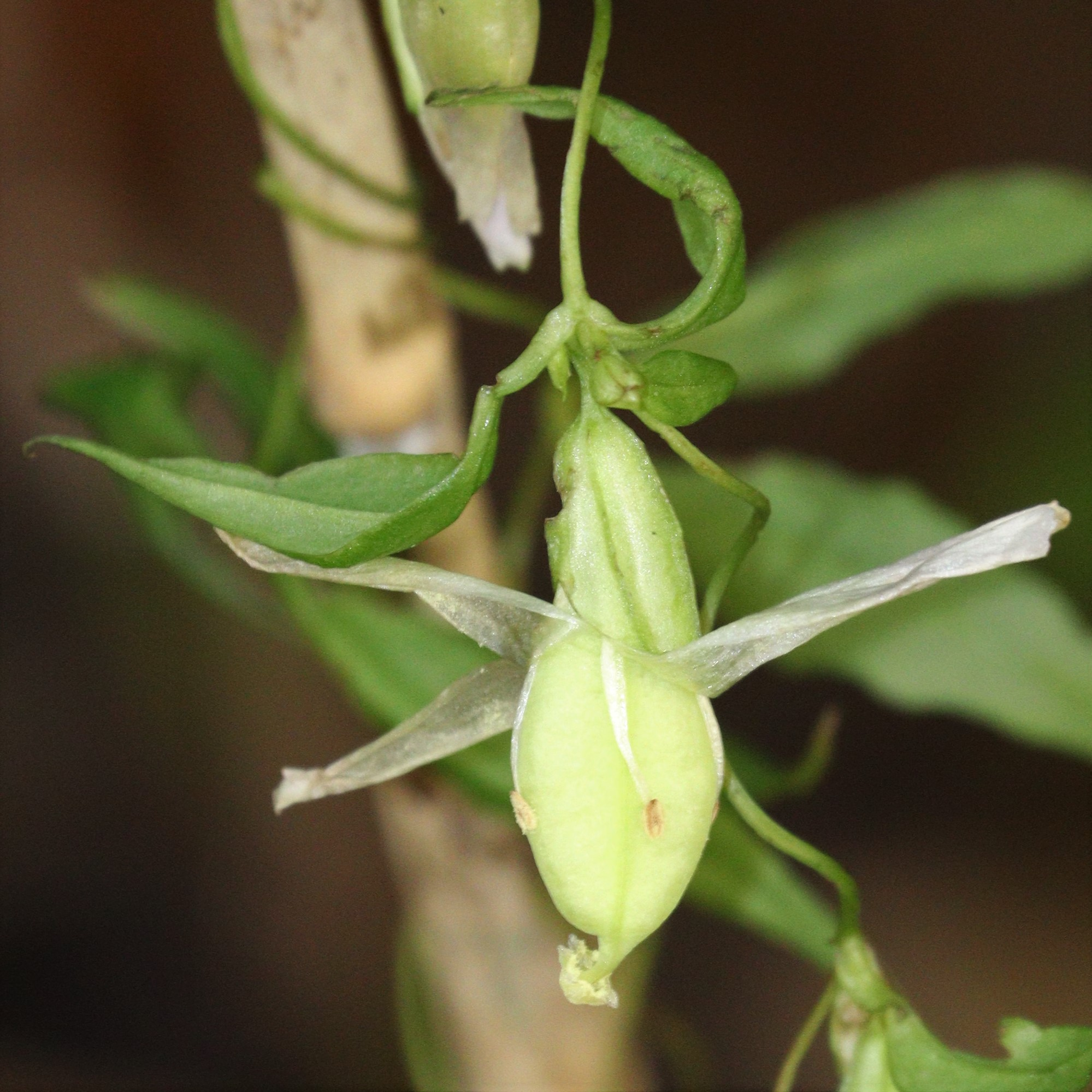
蒴果は狭長楕円形

## 分布と生育環境

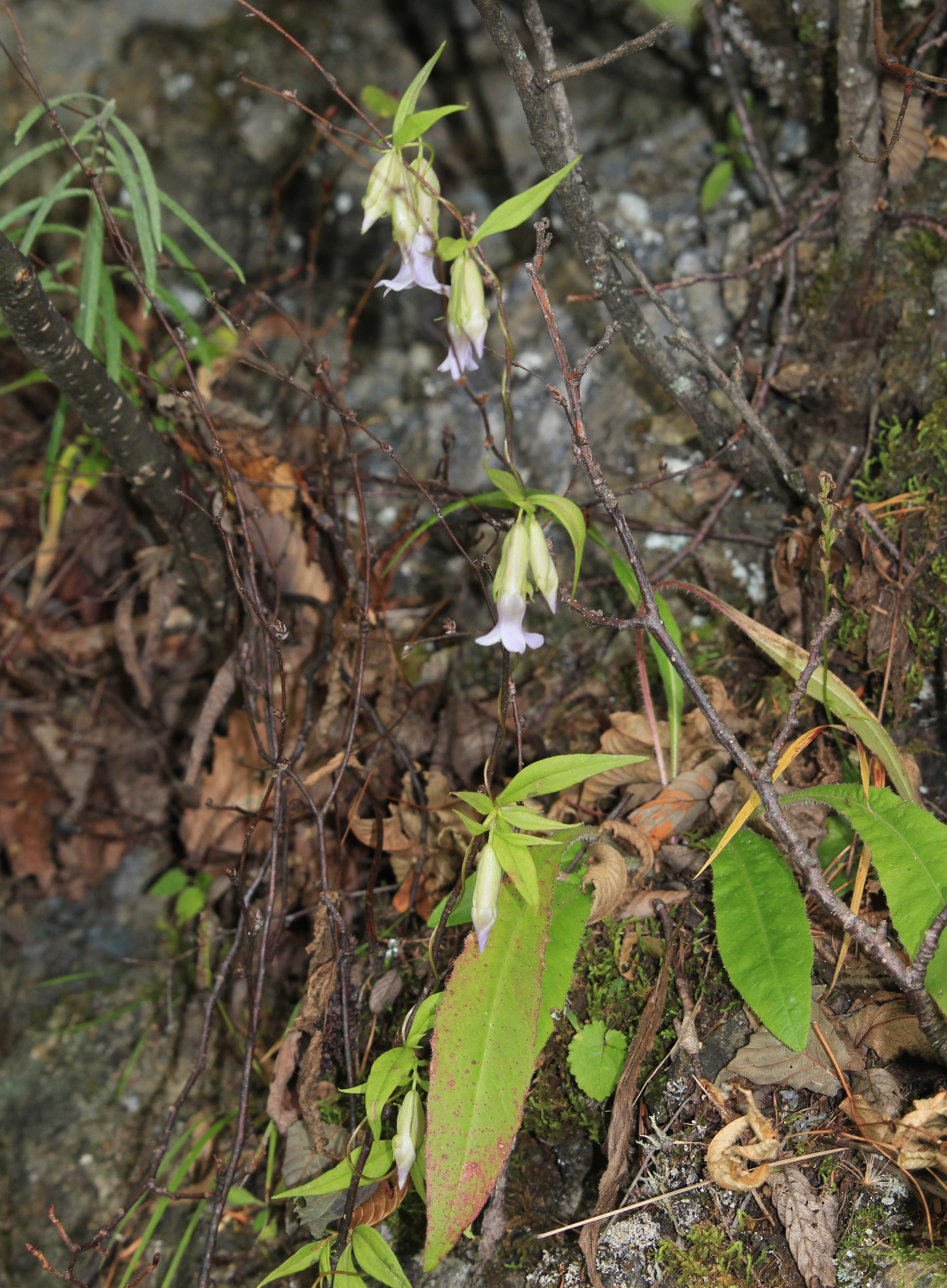
山地の道路脇ののり面に生育するホソバノツルリンドウ

ウスリー、中国（東北）、朝鮮半島、日本に分布する。日本では、北海道、本州、四国にやや稀に分布する。ホソバノツルリンドウ属の種は東アジアからインドにかけて数種知られているが、日本では本種の1種のみ。
山地から亜高山帯にかけての林縁や藪などに生育する。道路脇ののり面に出現することがある。

## ツルリンドウとの識別ポイント
同科のつる性のツルリンドウとの識別ポイントを下表に示す。茎がつるになることはツルリンドウに似ているが、本種は全体に細く、葉がより狭い。ツルリンドウが日本で全国に広く分布するのに対して、本種は北海道、本州、四国にやや稀に分布する希少種。
| 和名 学名                                   | 花の画像                                                               | 果実の画像                                                                     | 識別のポイント |
| ------------------------------------------- | ---------------------------------------------------------------------- | ------------------------------------------------------------------------------ | --- |
| ホソバノツルリンドウ Pterygocalyx volubilis | ホソバツルリンドウの花、白草山（岐阜県下呂市）にて、2014年10月18日撮影 | ホソバツルリンドウの果実、木曽山脈（長野県南信州地域）にて、2021年10月23日撮影 | ・茎は紫色を帯びない ・葉は3角状披針形で、長さ3-5 cm ・花冠は4裂し、副片がない ・果実は蒴果 ・日本では、北海道、本州、四国にやや稀に分布する                 |
| ツルリンドウ Tripterospermum japonicum      | ツルリンドウの花、岐阜県揖斐郡揖斐川町にて、2015年9月15日撮影          | ツルリンドウの果実、瓢ヶ岳（岐阜県美濃市）にて、2017年11月1日撮影              | ・茎は紫色を帯びる ・葉は披針形で、長さ2-5 cm、幅5-10 mm ・花冠は5裂し、副片がある ・果実は液果、紅紫色に熟す ・日本では、北海道、本州、四国、九州に分布する |

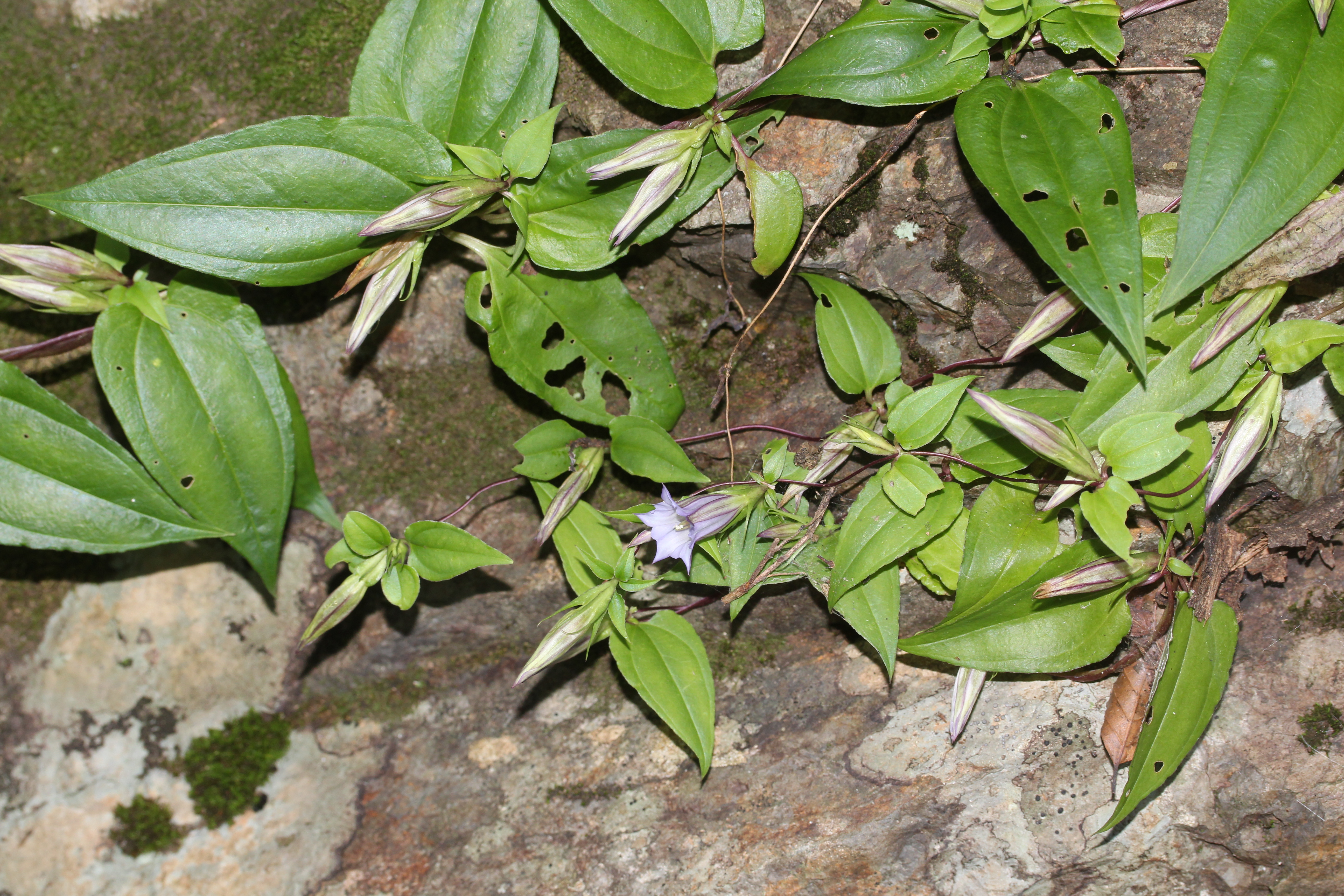
茎は紫色を帯びるツルリンドウ

## 種の保全状況評価
日本では環境省によるレッドリストで絶滅危惧II類（VU）の指定を受けている。
絶滅危惧II類 (VU)（環境省レッドリスト）
また以下の都道府県でレッドリストの指定を受けている。磐梯朝日国立公園、日光国立公園、上信越高原国立公園、中部山岳国立公園で指定植物の一つに選定されていて、保護対象とされている。
- 絶滅危惧IA類 - 山形県[12]、東京都西多摩[6]、山梨県[13]、徳島県[14]、愛媛県[15]
- 絶滅危惧I類 - 宮城県[16]、新潟県[8]、岐阜県[7]
- 絶滅危惧IB類 - 秋田県[17]、群馬県[18]、埼玉県[19]、神奈川県[20]、愛知県[21]
- 重要希少野生生物（Bランク） - 青森県[9]
- Bランク - 岩手県[22]
- 絶滅危惧I類（EN） - 石川県[23]
- 絶滅危惧II類 - 福島県[24]、高知県[25]
- 準絶滅危惧 - 栃木県[26]、富山県[27]、長野県[28]
- 希少種 - 滋賀県[29]